# Orthonecroscia fastidiosa
Orthonecroscia fastidiosa är en insektsart som först beskrevs av Ludwig Redtenbacher 1908.  Orthonecroscia fastidiosa ingår i släktet Orthonecroscia och familjen Diapheromeridae. Inga underarter finns listade i Catalogue of Life.